# Philipp Erhardt
Pour les articles homonymes, voir Erhardt.
Philipp Erhardt, né le 10 septembre 1993, est un footballeur autrichien qui évolue au poste de milieu défensif. Il joue pour le TSV Hartberg.

## Biographie
Philipp Erhardt naît le 10 septembre 1993.
Il commence sa carrière au SC Rust. Lors de la saison 2003/04, il rejoint le SC Eisenstadt. Au cours de la saison 2007/08, il rejoint l'AKA Burgenland, où il  joue dans toutes les catégories d'âge jusqu'en 2011. Au cours de la saison 2008/09, il joue onze matchs pour le club de ses parents, le SV Mörbisch, en première division de sixième classe. À partir de 2010, Philipp Erhardt est enregistré au SV Mattersburg. En novembre 2010, il fait ses débuts contre le SC-ESV Parndorf 1919 pour leurs amateurs dans la Regionalliga. Lors de la saison 2010/11, il fait huit apparitions en troisième division. Il quitte également l'académie après la saison 2010/11. Lors de la saison 2011/12, il joue 27 matches de Regionalliga pour Mattersburg II. En mars 2012, il fait également sa première apparition professionnelle pour l'équipe du Burgenland contre le SK Rapid Wien. 
Lors de la saison 2012/13, Philipp Erhardt joue 23 matchs de troisième division. Il fait finalement ses débuts dans l'équipe première de Mattersburg en deuxième division en mars 2014, lorsqu'il est remplacé par Sven Sprangler à la 64e minute contre le SV Horn lors de la 20e journée de la saison 2013/14. À la fin de la saison, il fait trois apparitions en deuxième division et 17 pour les amateurs dans la Regionalliga. Il est promu en Bundesliga avec Mattersburg en 2015 en tant que champion de deuxième division et fait une apparition lors de la saison de promotion 2014/15. Il joue 22 matchs pour les amateurs dans la Regionalliga cette saison-là, mais Mattersburg II est relégué à la fin de la saison. Après la promotion, il fait ses débuts en première division en août 2015, lorsqu'il remplace Alois Höller à la 87e minute contre le SV Ried lors de la troisième journée de la saison 2015/16. À la fin de la saison, il fait cinq apparitions en Bundesliga et joue également douze fois pour les amateurs de la Burgenlandliga. Lors de la saison 2016/17, il s'impose enfin comme un joueur régulier des Burgenlanders. En novembre 2016, il marque également son premier but professionnel lors d'une victoire 2-1 contre le FC Red Bull Salzbourg. Au cours de cette saison, il fait 25 apparitions en Bundesliga et cinq apparitions en quatrième division pour la deuxième équipe. 
Lors de la saison 2017/18, il fait 22 apparitions en Bundesliga. Lors de la saison 2018/19, il fait 30 apparitions en première division et participe également au barrage pour une place en Coupe d'Europe avec Mattersburg, lors duquel le club est battu par le SK Rapid Wien au premier tour. Lors de la saison 2019/20, il fait de nouveau 30 apparitions en Bundesliga. Après 112 matchs de Bundesliga et quatre matchs de deuxième division pour le club du Burgenland, il rejoint en Allemagne le promu de troisième division Türkgücü Munich pour la saison 2020/21.  Il fait 29 apparitions avec Munich en 3e division lors de la saison 2020/21. Philipp Erhardt quitte de nouveau le club après la saison 2020/21.
Il retourne ensuite en Autriche pour la saison 2021/22 et rejoint le TSV Hartberg, club de Bundesliga, où il s'engage jusqu'en juin 2023.
Il porte le numéro 6.

## Palmarès
- Champion d'Autriche de D2 en 2015 avec le SV Mattersburg